# الکسی ژرمن
الکسی یوریویچ ژرمن (روسی: Алексей Юрьевич Герман؛ IPA: [ɐlʲɪˈksʲej ˈjʉrʲjɪvʲɪt͡ɕ ˈɡʲermən]; زاده ۲۰ ژوئیهٔ ۱۹۳۸ – درگذشته ۲۱ فوریهٔ ۲۰۱۳) کارگردان و فیلم‌نامه‌نویس اهل اتحاد جماهیر سوسیالیستی شوروی بود. از فیلم‌هایش خدا بودن سخت است را می‌توان نام برد.
وی برندهٔ جوایزی همچون هنرمند مردمی روسیه، جایزه دولتی برادران واسیلیف و جایزه دولتی اتحاد شوروی شده‌است.